# Приуральний сільський округ
Приура́льний сільський округ (каз. Приурал ауылдық округі, рос. Приуральный сельский округ) — адміністративна одиниця у складі Бурлінського району Західноказахстанської області Казахстану. Адміністративний центр та єдиний населений пункт — село Приуральне.
Населення — 1280 осіб (2021; 1357 у 2009, 1332 у 1999, 1584 у 1989).
Станом на 1989 рік існувала Приуральна сільська рада (села Жетекші, Приуральне).

## Склад
До складу округу входять такі населені пункти:
| Населений пункт  | Старі назви | Населення, осіб (1989) | Населення, осіб (1999) | Населення, осіб (2009) | Населення, осіб (2021) |
| ---------------- | ----------- | ---------------------- | ---------------------- | ---------------------- | ---------------------- |
| Жетекші, село    | Каябек      | 7                      | -                      | -                      | -                      |
| Приуральне, село | -           | 1577                   | 1332                   | 1357                   | 1280                   |